# Aage Morville
Aage Morville (født 7. maj 1894 i København, død 21. november 1981) var seminarierektor og ridder af Dannebrog.
Morville blev student fra Schneekloths Skole i 1912 og cand.teol. i 1918. 
1918-1923 var han sekretær ved Kristeligt Studenter-Settlement. 
I 1923 blev han lærer ved Haderslev Statsseminarium og 1944 forstander for Ranum Statsseminarium.
Fra 1947 forstander og 1959-1964 rektor for Jonstrup Statsseminarium.
Aage Morville har skrevet nogle få teologiske bøger.